# 孔鳐
孔鳐（学名：Raja porosa），俗称老板鱼，为鳐科鳐属的鱼类。

## 特征
身体褐色平扁，略呈斜方形，长达半米左右；尾平扁狭长，侧褶发达；吻稍微突出；幼体光滑，成体背腹面常具有小刺多群；背面头后正中及腹腔两侧具有粘液孔一群，尾背面具有结刺1-5纵行；两个下叶退化的小背鳍位于尾后。

## 分布
分布于日本、朝鲜以及黄海和东海等。该物种的模式产地在Chefoo。